# Schweizer Söldner in kongolesischen Diensten

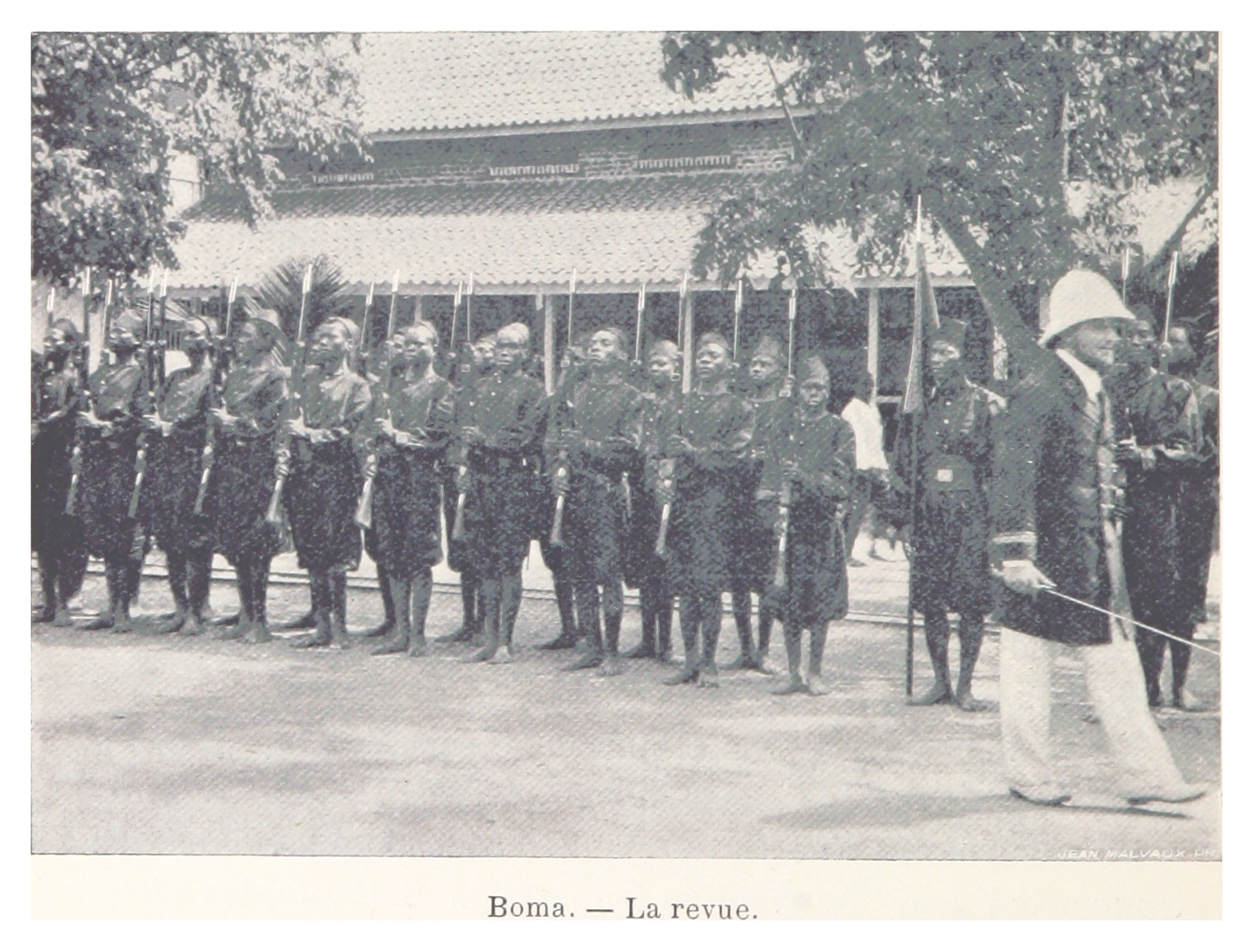
Truppeninspektion der «Force publique» in Boma 1899

Fünfzehn Schweizer Söldner in kongolesischen Diensten waren in den Reihen der Force Publique, der Kolonialarmee des Kongo-Freistaates (1885–1908), in verschiedenen Funktionen und Zeitabschnitten im Einsatz.
Dem Einzigen unter ihnen, der gemäss dem Bundesgesetz von 1859 der Schweizer Regierung (Bundesrat) ein Gesuch zum Eintritt in die «Force Publique» stellte, wurde dieses bewilligt.
Von einigen der fünfzehn Schweizer Söldner ist der Lebenslauf mindestens teilweise bekannt.

## Kontext

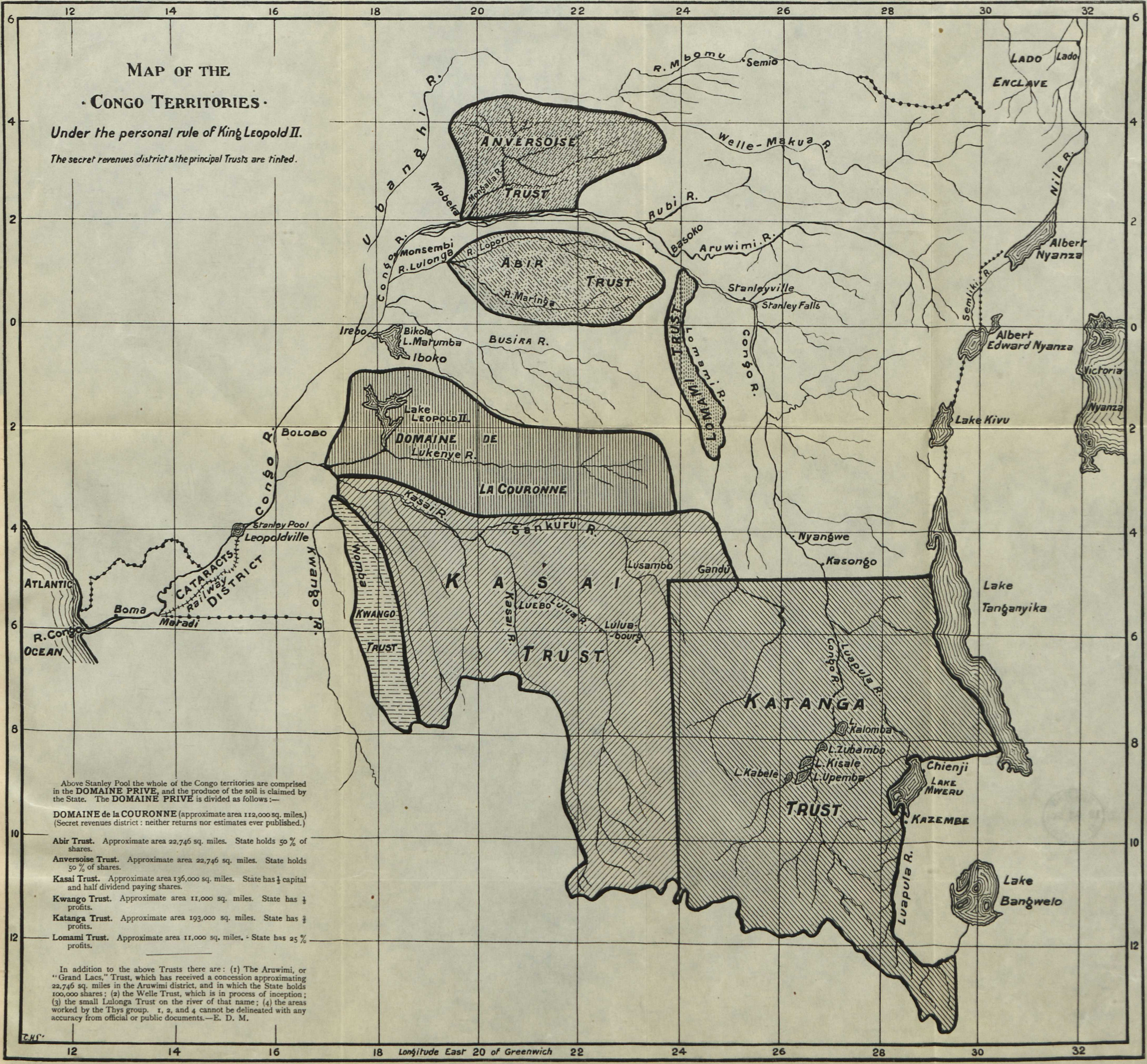
Der Kongo-Freistaat 1904 mit den Konzessionären für Kautschuk und Kupfer eingetragen

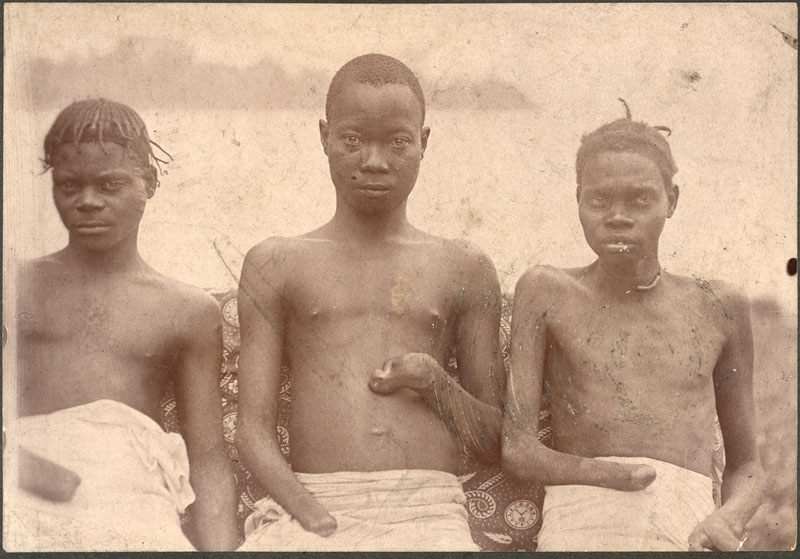
Drei verstümmelte Opfer um 1900

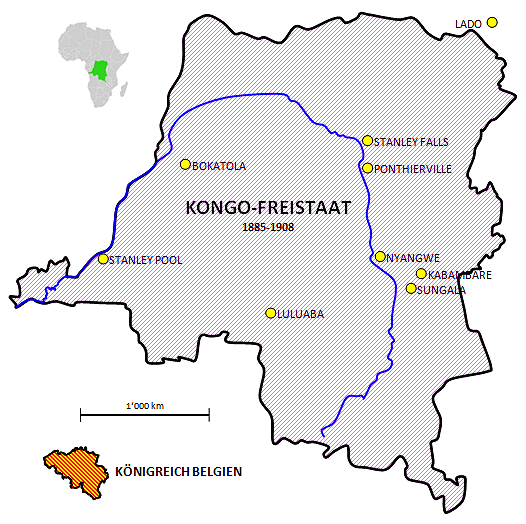
Grössenvergleich Königreich Belgien mit Kongo-Freistaat

1885 wurde an der Kongokonferenz der Kongo als «État indépendant du Congo» (deutsch: Kongo-Freistaat) geschaffen und das Territorium der heutigen Demokratischen Republik Kongo mit mehr als zwei Millionen Quadratkilometern als Privateigentum des belgischen Königs Leopold II. – ein völkerrechtlich aussergewöhnlicher Status – international anerkannt.
Da er sein ganzes Vermögen für den Erwerb ausgegeben hatte und der Kongo keine Geldwirtschaft kannte, belegte er u. a. für seinen Ertrag jeden Einheimischen mit einer «Kautschuksteuer». Zu deren Eintreibung setzte er auch die «Force Publique» (deutsch sinngemäss: Öffentliche Ordnungskraft; 1885: 10'000 Mann; 1914: 17'500 Mann; rekrutiert nach jährlich durch den Generalgouverneur festgesetzten Quoten unter den 14- bis 30-jährigen Einheimischen), seine private Kolonialarmee ein. Die entwickelte dazu immer brutalere Methoden, die schliesslich in den sogenannten Kongogräueln gipfelten.
1908 war Leopold II., unter dem Druck eines internationalen Untersuchungsrapports («Casement Report»), den offiziellen Demarchen verschiedener Länder gegen ihn und einer Menschenrechtskampagne, die die Verstösse gegen die Kongolesen anprangerte, gezwungen, den Kongo-Freistaat dem belgischen Staat zu verkaufen, der ihn fortan als Kolonie «Belgisch-Kongo» verwaltete.

## Die fünfzehn Schweizer in der «Force Publique» des Kongo-Freistaats
Da es im Kongo keine belgischen Siedler gab, stellte Leopold II. Personal von ausserhalb an. Unter den rund 3'000 Europäern (2'260 Belgier, 229 Italiener und 151 Skandinavier) befanden sich auch fünfzehn Schweizer Söldner. Sie hatten unterschiedliche Aufgaben in der Kolonialadministration, die sich nur dank der «Force Publique» behaupten konnte und zum Ziel hatte die natürlichen Ressourcen des Kongo auszubeuten.
Victor Dutoit war der Einzige, der eine offizielle Bewilligung einholte. Er wandte sich dazu 1896 mit einem Gesuch an den damaligen Vorsteher des Militärdepartements, dem Bundesrat Emil Frey, der ihm in einem persönlichen Gespräch die Genehmigung zum Dienst als Leutnant in der «Force Publique» erteilte. Begründet wurde dies damit, dass er bei seiner Rückkehr die Ausbildung in der Schweizer Armee verbessern könne.
Ernest de Weck war Hauptmann der Schweizer Armee. 1898 unterzeichnete er, vermittelt durch den Belgischen Botschafter in der Schweiz, Josef Jooris, einen Vertrag als Hauptmann der «Force Publique». Die Familie de Weck verstiess ihn, weil er mit einer nicht standesgemässen Dame liiert war. Sie versuchte, über den Schweizer Konsul in Brüssel, das Paar zu trennen. De Weck schiffte sich schliesslich allein in Antwerpen für Afrika ein. Er bekam im Distrikt von Stanley Pool (heute Pool Malebo), der in Aufruhr war, den Auftrag, von Ponthierville nach Kabambare vorzustossen. Nach einem Monat erkrankte er und wurde nach Nyangwe evakuiert, wo er kurz darauf im Februar 1889 an Hämolyse verstarb.
Der mit ihm nach Afrika gereiste Alfred Lardy, Trainoffizier der Schweizer Armee und Kommandant der Neuenburger Artillerie-Batterie 11, wurde dem Kommandanten von Stanley Pool unterstellt. Er war einer der vier weissen Kader einer Einheit von 350 Einheimischen, die auf einer Strafexpedition im Oktober 1898 in Sungala westlich von Karambare, im dichten Nebel überrascht, in ein Gefecht verwickelt wurde. Die Einheit, die ihn unterstützen sollte, traf nicht ein. Offenbar meuterte ein Teil der Mannschaft und verweigerte den Marsch. Die offizielle schriftliche Begründung an das Schweizer Konsulat lautete dann allerdings «wegen Verzögerung durch den Nebel». Lardys Körper wurde nie gefunden. Es wird spekuliert, er könnte nach den damaligen kannibalistischen spirituellen Vorstellungen der Einheimischen von diesen verzehrt worden sein.
Gustave Yves, Unteroffizier im Bezirk Luluaba, fiel 1917 nach 12 Dienstjahren in einem Gefecht. Sein Name findet sich auf der Erinnerungsplakette in der Eingangshalle des Königlichen Museums für Zentral-Afrika in Tervuren in der Nähe von Brüssel wieder.
Charles Heer wurde 1900 als Instruktions-Hauptmann der Schweizer Armee entlassen. Nach einem 2-jährigen Dienst bei der französischen Fremdenlegion trat er 1902 in die Dienste der «Force Publique», wo er ein Jahr später in Lado im Einsatz war. 1905 kehrte er nach Europa zurück und wurde nach 9 Jahren Dienstzeit endgültig entlassen. Er wurde daraufhin Angestellter im belgischen Konsulat und 1922 belgischer Vize-Konsul in Lugano, wo er im gleichen Jahr starb.
Der Unteroffizier Charles Liwenthal reiste 1887 in den Kongo. Er war der einzige Weisse auf dem Posten in Bokatola. Er starb 1902 bei einem Unfall.
Erwin Federspiel war von 1898 bis 1908 in den Diensten der «Force Publique» und wurde Kommandant des Bezirks Stanley-Falls (heute Boyoma Falls). Er ist der Einzige, der sich über seinen Einsatz äussert: so schreibt er in der 84-seitigen Broschüre mit dem Titel Wie es im Congostaat zugeht über seinen Einsatz.
Marc-Edmond Dailledouze (1875–?) aus La Chaux-de-Fonds war der einzige Schweizer, der für das Schlagen und Verletzen eines Einheimischen zur Rechenschaft gezogen wurde: 1903 wurde er mit 100 Franken Busse und einer Gebühr von 29 Franken bestraft. Er nahm in seinen Dienstjahren 1898–1907 in den Berichten wiederholt kritisch Stellung zum Handeln Belgiens im Kongo.

Der Bundesrat setzte beim Gesuch Dutoit ein internes Vernehmlassungsverfahren bei verschiedenen Experten in Gang mit dem schliesslichen Entscheid:

„... dass zum Eintritt in eine nationale Armee eine Bewilligung der Bundesbehörde gesetzlich nicht erforderlich sei. Falls es sich bei der belgischen Kolonialarmee nicht um eine belgische Nationaltruppe handle, sei Dutoit der Eintritt aber trotzdem zu gestatten.“

Der kongolesische Dienst in der «Force Publique» war zu dieser Zeit demnach, analog der Französischen Fremdenlegion, eine weitere Möglichkeit des Schweizer Söldnertums. Erst das Militärstrafgesetz von 1927 stellte solche individuellen fremden Dienste von Schweizern unter Strafe.